# Antonio Ignacio de la Pedrosa y Guerrero
Antonio de la Pedrosa y Guerrero (b. ca. 1660) est un avoué en Espagne et à Santa Fe de Bogota (maintenant en Colombie) et membre du Conseil des Indes et premier vice-roi provisoire de Nouvelle-Grenade, du 13 juin 1718 au 25 novembre 1719.

## Biographie
Pedrosa y Guerrero sert à plusieurs postes importants en Espagne. En 1684, il devient avoué et protecteur des Indiens à l'Audiencia de Bogota. Après cela, il est nommé au Conseil des Indes en Espagne. Alors qu'il est conseiller, le roi Philippe V le nomme responsable de la vice-royauté récemment créée du Nouveau royaume de Grenade, en 1717. Avant cette année, la Nouvelle-Grenade a été gouvernée depuis Lima, en tant que province de la vice-royauté du Pérou. La nouvelle colonie inclut les provinces de Santafé, Cartagena, Santa Marta, Maracaibo, Caracas, Antioquia, Guayana et Popayán, tout comme les audiencias de Quito et Panama. Cela correspond approximativement aux pays d'aujourd'hui que sont le Venezuela, la Colombie, le Panama et l'Équateur.
Pedrosa arrive à Bogota le 7 juin 1717. Il reçoit le gouvernement des mains de l'archevêque Rincón, qui a servi en tant que gouverneur par intérim. Il est chargé d'établir les institutions de la nouvelle colonie. Il initie également des réformes pour améliorer et renforcer la loi espagnole. En particulier il a affaire avec un niveau très haut de corruption politique et un grand nombre de trafics que cela entraîne. Pour réussir dans son entreprise, il lui est donné l'autorité d'un vice-roi mais pas le titre. Le titre qu'il a reçu est celui de gouverneur et capitaine général de la colonie et président de l'Audiencia de Bogota.
Pedrosa révèle une conspiration comprenant le gouverneur Gerónimo de Badillo et d'autres hauts officiers qui sous-évaluaient les cargaisons arrivant pour obtenir les revenus des taxes, tout en récupérant des pots-de-vin des commerçants.Ils sont également en relation avec la contrebande sous-évaluée. C'est fait sans trop se préoccuper de le cacher et Pedrosa n'a que peu de problème à le découvrir. Il réagit rapidement et déjoue le complot des officiers du trésor. La corruption est profonde, toutefois, cela a un petit effet. Surtout que Pedrosa reçoit peu de soutien de l'Espagne. Beaucoup de procès sont annulés en appel et certains officiels sont remis en place, voire promus.
En plus de combattre la fraude, Pedrosa augmente les revenus de la colonie en mettant en place des surintendants dans les provinces, ordonnant l'élimination des parcelles vides et travaillant aux fortifications de Cartagena.
Pedrosa sert jusqu'à la fin 1719, quand le premier vice-roi officiel, Jorge de Villalonga prend sa charge. Il retourne alors en Espagne en 1720. Villalonga ne fait rien pour combattre la fraude et la corruption. Au contraire, il se joint aux officiers corrompus pour profiter du système.
La vice-royauté de Nouvelle-Grenade dure seulement jusqu'en 1723, quand le territoire retourne sous la juridiction de Lima. Mais elle est séparée à nouveau en 1740, cette fois de façon permanente.

## Sources
- (en) Cet article est partiellement ou en totalité issu de l’article de Wikipédia en anglais intitulé « Antonio Ignacio de la Pedrosa y Guerrero » (voir la liste des auteurs).

- Notice dans un dictionnaire ou une encyclopédie généraliste :   - Diccionario Biográfico Español